# اولوف بریستروم
اولوف بریستروم (سوئدی: Olof Bergström؛ ‏ ۲۱ نوامبر ۱۹۱۹ – ۲۲ نوامبر ۱۹۸۴) بازیگر اهل سوئد بود.
از فیلم‌ها یا سریال‌های تلویزیونی که وی در آن نقش داشته‌است می‌توان به آوگوست استریندبری: یک عمر، اودالن ۳۱ و ماریا اشاره کرد.